# 松平頼如
松平 頼如（まつだいら よりゆき）は、江戸時代中期の大名。常陸国府中藩2代藩主。官位は従四位下・侍従、能登守。水戸藩初代藩主・徳川頼房の孫で、徳川光圀の甥にあたる。

## 略歴
初代藩主・松平頼隆の三男。母は姜（高橋氏）。幼名は七丸。正室は熊本藩主・細川綱利の娘とされていたが、婚礼前に頼如が死去した。任官叙位前は通称に外記または左兵衛を称する。
兄の頼方と頼寧が早世したため、元禄4年（1691年）閏8月に世子として指名された。宝永2年（1705年）9月28日、父の隠居により家督を継ぐ。しかし宝永4年（1707年）12月7日、父の後を追うように35歳で死去した。嗣子がなく、松平頼福（父の同母弟松平頼泰の子）の長男頼明が跡を継いだ。

## 経歴
※日付＝旧暦
- 1691年（元禄4年）8月、藩主松平頼隆の世継ぎとなる。12月26日、能登守に叙任。
- 1705年（宝永2年）9月28日、家督相続。常陸府中藩（茨城県石岡市）藩主を継承。12月19日、侍従兼任。
- 1707年（宝永4年）12月7日、卒去。法名は一圓院道脩日感。墓所は茨城県常陸太田市瑞竜町の瑞龍山。

## 系譜
- 婚約者：津満 - 細川綱利の娘
- 養子
  - 男子：松平頼明 - 松平頼福長男